# Морозов, Михаил Михайлович
Михаи́л Миха́йлович Моро́зов (6 [18] февраля 1897, Москва — 9 мая 1952, Москва, РСФСР, СССР) — советский литературовед, театровед, педагог, переводчик, посвятивший всю жизнь изучению творчества Шекспира, один из основателей советского научного шекспироведения.

## Биография

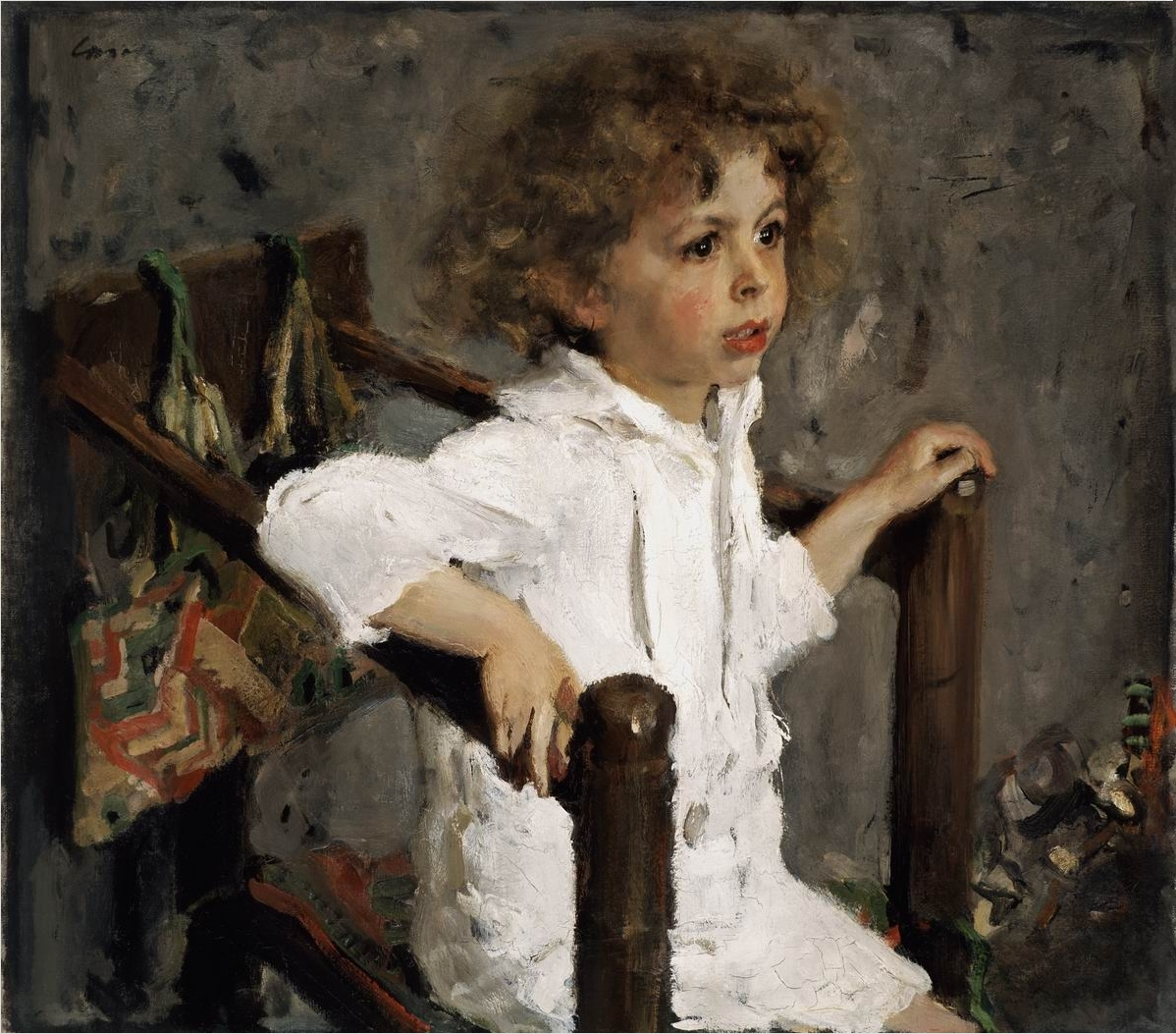
В. А. Серов. Мика Морозов. 1901.

Родился 6 (18) февраля 1897 (по другим данным 18 февраля (2 марта) 1897) в семье фабрикантов Морозовых. Отец — Морозов Михаил Абрамович (1870—1903) — предприниматель, меценат, коллекционер живописи (был известен под именем «Джентльмен»); мать — Маргарита Кирилловна Мамонтова (1873—1958). Младшая сестра — пианистка Мария Михайловна Морозова (1904—1964). Английский язык и литературу изучал в Великобритании. Вернувшись в Россию, окончил филологический факультет Московского университета. С 1920-х годов работал в театре как режиссёр, читал лекции по истории театра, занимался переводами. Позднее работал преподавателем английского языка, читал лекции по истории английской литературы на английском языке. Подготовил издание «Гамлета» на английском языке, кроме подробного комментария Морозов включил в книгу также специально созданный для неё словарь. В 30-е годы продолжал работу с театрами, осуществлявшими постановки Шекспира, в качестве консультанта. В 1937 году создал и возглавил Кабинет Шекспира и западноевропейского театра при Всероссийском театральном обществе. Руководил всесоюзными шекспировскими конференциями. Вёл шекспировский семинар на филологическом факультете МГУ. После закрытия Кабинета Шекспира в 1949 году во время борьбы с космополитизмом был назначен главным редактором издававшегося в Москве на английском языке журнала News.
Умер в 1952 году. Похоронен на Введенском (Немецком) кладбище (10 уч.).
Существуют воспоминания А. В. Летенко, согласно которым в 1952 году высшее руководство СССР решило провести в Москве особую конференцию с участием наследников знаменитых русских купеческих фамилий — Рябушинских, Морозовых, Елисеевых, Мамонтовых и других — с целью наладить отношения с эмиграцией, а, главное, «привлечь её капиталы для вложений в послевоенное восстановление и развитие советской экономики». Было принято решение назначить ответственным за встречу М. М. Морозова, который сам был потомком купеческой династии и свободно владел европейскими языками. В благодарность учёный якобы получил от государства отдельную жилплощадь, дачу и личный автомобиль. В итоге «буквально ошеломлённый предстоящими переменами, Морозов был доставлен домой в чёрном лимузине, чем несказанно удивил соседей и близких. <…> Затем Мика лёг на диван немного отдохнуть и… умер». Как пишет Летенко, об этом в 1954 г. он узнал от заведующего кафедрой английского языка МГИМО Н. Н. Матвеева, который лично знал М. М. Морозова. Однако это свидетельство не находит подтверждения в других источниках.

## Семья
- 1-я жена — княжна Варвара Александровна Туркестанова (1896—1941)[5][6].
  - Сын — Михаил Михайлович-младший (1922—1967)[7].
- 2-я жена — Татьяна Романовна Рогаль-Левицкая.
- 3-я жена — Буромская-Морозова Евгения Михайловна (1909—1996), вдова и публикатор наследия М. М. Морозова[8].

## Работы Морозова
- «Комментарии к пьесам Шекспира» (1941);
- «Шекспир на советской сцене» (1947);
- «Шекспир» (ЖЗЛ, 1947)
- «Стихи разных лет» (1983)